# Fyresvatnet
Das Fyresvatnet (auch Fyresvatn) ist ein See in der norwegischen Kommune Fyresdal, Provinz (Fylke) Telemark. Er gehört zu den tiefsten Seen Norwegens.

## Lage
Der See hat eine längliche Form. Im Norden mündet der Fluss Nedre Dalåni in den See, im Süden fließt die Fyresdalsåna ab. Das Ufer im Süden steigt steiler an als im nördlichen Bereich, vor allem im Norden liegen einige kleinere Inseln. Der See ist Teil des Gewässersystems Arendalsvassdraget, das in den Skagerrak entwässert.
An der Ostseite des Sees verläuft der Fylkesvei 355, im Nordwesten der Fylkesvei 3386. Am Nordufer liegt ein Flugplatz.